# Félix Rodríguez (calciatore)
Félix Dorian Rodríguez (Bluefields, 27 aprile 1984) è un ex calciatore nicaraguense, di ruolo centrocampista.

## Carriera

### Club
Comincia a giocare nella squadra della sua città, il Deportivo Bluefields. Nel 2009 si trasferisce al Real Estelí, in cui milita per sette anni. Nell'estate 2016 viene acquistato dall'UNAN.

### Nazionale
Viene convocato per la Gold Cup 2009, ma non viene mai schierato. Il debutto arriva il 4 settembre 2010, nell'amichevole Guatemala-Nicaragua (5-0). Mette a segno la sua prima rete con la maglia della Nazionale il 21 gennaio 2011, in Nicaragua-Guatemala (1-2), in cui mette a segno la rete del momentaneo 1-0. Ha collezionato in totale, con la maglia della Nazionale, 17 presenze e 2 reti.

## Palmarès

### Club

#### Competizioni nazionali
- Primera División de Nicaragua: 6

Real Estelí: 2010-2011, 2011-2012, 2012-2013, 2013-2014, 2014-2015, 2015-2016